# Parathericles
Parathericles is een geslacht van rechtvleugeligen uit de familie Thericleidae. De wetenschappelijke naam van dit geslacht is voor het eerst geldig gepubliceerd in 1899 door Burr.

## Soorten
Het geslacht Parathericles  is monotypisch en omvat slechts de volgende soort:
- Parathericles elephantulus (Burr, 1899)